# San Martín de la Virgen de Moncayo
San Martín de la Virgen de Moncayo (aragónul Sant Martín de la Virchen de Moncayo) község Spanyolországban,  Zaragoza tartományban. San Martín de la Virgen de Moncayo Tarazona és Lituénigo községekkel határos. Lakosainak száma 274 fő (2024).

## Népesség
A település népessége az utóbbi években az alábbiak szerint változott:
| Lakosok száma | 306  | 291  | 284  | 300  | 297  | 281  | 287  | 277  | 283  | 274  |
|               | 2001 | 2004 | 2007 | 2009 | 2012 | 2014 | 2017 | 2019 | 2022 | 2024 |